# Maybe Tomorrow (album des Iveys)
Pour les articles homonymes, voir Maybe Tomorrow.
Albums de The Iveys
Magic Christian Music
(1970)
Singles
1. Maybe Tomorrow
Sortie : 15 novembre 1968
2. Dear Angie
Sortie : 18 juillet 1969

Maybe Tomorrow est le premier album du groupe britannique de rock Badfinger, et le seul paru sous leur nom original de The Iveys. Il est sorti en 1969 sur le label Apple Records.
Sa publication est limitée à quelques pays, dont l'Allemagne, l'Italie et le Japon ; il n'est édité ni au Royaume-Uni, ni aux États-Unis. Sept de ses douze chansons sont reprises en 1970 sur l'album suivant du groupe, Magic Christian Music, leur premier sous le nom de Badfinger.

## Fiche technique

### Chansons
| 1. | See-Saw Grandpa             | Pete Ham            | 3:33 |
| 2. | Beautiful and Blue          | Tom Evans           | 2:38 |
| 3. | Dear Angie                  | Ron Griffiths       | 2:39 |
| 4. | Think About the Good Times  | Mike Gibbins        | 2:21 |
| 5. | Yesterday Ain't Coming Back | Pete Ham, Tom Evans | 2:57 |
| 6. | Fisherman                   | Tom Evans           | 3:09 |

| 7.  | Maybe Tomorrow                 | Tom Evans | 2:52 |
| 8.  | Sali Bloo                      | Pete Ham  | 2:35 |
| 9.  | Angelique                      | Tom Evans | 2:26 |
| 10. | I'm in Love                    | Pete Ham  | 2:28 |
| 11. | They're Knocking Down Our Home | Pete Ham  | 3:41 |
| 12. | I've Been Waiting              | Pete Ham  | 5:15 |

### Musiciens

#### The Iveys
- Pete Ham : chant, chœurs, guitare solo, claviers
- Tom Evans : chant, chœurs, guitare rythmique
- Ron Griffiths : basse, chant, chœurs
- Mike Gibbins : batterie, percussions, chant, chœurs

#### Musiciens supplémentaires
- Bill Collins : piano sur Knocking Down Our Home
- Nicky Hopkins : piano sur See-Saw Granpa

### Équipe technique
- Mal Evans : production (pistes 1-2, 6, 11)
- Tony Visconti : production (pistes 3-5, 7-10, 12)